# التاريخ الطبيعي (كتاب)
التاريخ الطبيعي (بالإنجليزية: Natural History)، هو موسوعة مكوَّنة من 36 مجلَّداً كبيراً كتبها الفيلسوف والعالم الفرنسي جورج دي بوفون بين أعوام 1749 - 1804، وأضاف تلاميذه ثمانية مجلَّدات أخرى بعد وفاته بقيادة زميله برنارد جيرمان دي لاسبيدي، تُغطِّي هذه الموسوعة ما كان معروفاً «بالعلوم الطبيعيَّة» في ذلك الوقت، ويشمل ذلك بمفهوم اليوم: الفيزياء والكيمياء والتكنولوجيا بالإضافة لعلم الأحياء.

## موسوعة التاريخ الطبيعي
كرَّس بوفون كامل حياته لهذا الكتاب الضخم، وقد استغرق قرابة 50 سنة من العمل المتواصل حتى أكمله، ويشمل الكتاب تقريباً جميع المعارف المتاحة في ذلك العصر في مجال العلوم الطبيعيَّة.
في كتابه هذا يلاحظ بوفون التشابهات المورفولوجيَّة بين الإنسان والقرد، ولكنَّه يعتبر القردة لا تمتلك أي قدرة على التفكير وهذا هو المُميِّز الأساسي لها عن البشر ، وقد قاده تركيزه التشريحي الدقيق إلى الاهتمام بعلم التشريح المقارن بين الكائنات الحيَّة، حتى أنَّه قال: إنَّ البنية الداخلية للكائنات الحيَّة هي أساس تصميم الطبيعة.
يُغطِّي الكتاب تقريباً كامل التاريخ الطبيعي، ويركِّز بشكلٍ خاص على المعادن والطيور والحيوانات ونظريَّاتٍ عن تكوِّن الأرض وتضاريسها، بالإضافة إلى الملاحق التي تضمُّ حساباتٍ دقيقة عن عهود الطبيعة وحقبها، وفي كامل الموسوعة يُعلِّق بوفون أهميَّةً كبيرة على الرسوم التوضيحيَّة، ولذلك احتوى الكتاب على 2000 لوحة للحيوانات والطيور والنباتات تتميَّز بالدقَّة التشريحيَّة والجمال الفنِّي، وقد استعان بوفون بنخبة من أمهر العلماء والرسَّامين لوضع هذه اللوحات كجاك دي ستيف وفرانسوا نيكولاس وأندريه ثوين.
حقَّقت موسوعة التاريخ الطبيعي نجاحاً هائلاً عند نشرها، يُماثلُ تقريباً نجاح موسوعة العلوم والفنون الفرنسيَّة التي أشرف عليها ديدرو وظهرت في نفس الفترة، ولا أدلَّ على هذا النجاح والإقبال منقطع النظير من أنَّ المجلدات الثلاثة الأولى من التاريخ الطبيعي قد تمَّ إعادة طبعها ثلاث مرَّات خلال ستَّة أسابيع من نشرها، وشملت الموسوعة في نهاية المطاف 36 مجلَّداً توزَّعت على النحو التالي:
- 3 مجلَّدات عام 1749
- 12 مجلَّداً من عام 1753 إلى 1767
- 9 مجلَّدات عن الطيور من عام 1770 إلى 1783
- 5 مجلَّدات عن المعادن من عام 1783 إلى 1788 وهي آخر ما نشره بوفون في حياته
- 7 مجلَّدات عن الأغذية من عام 1774 إلى 1789

طُبعت الموسوعة مبدئياً عن طريق دار النشر التابعة للحكومة الفرنسية وفي عام 1764 اشترى بوفون حقوق النشر لعمله، وبعد وفاته تابع برنارد جيومان دي لاسبيدي المهمَّة ونشر ثمانية مجلَّدات من عام 1788 إلى 1804 تبحث في مجالاتٍ متنوعة كالأسماك والحشرات وغيرها، وقد ساهم عددٌ كبير من العلماء والكُتَّاب في مساعدة بوفون في موسوعته الضخمة هذه، من أبرزهم: جاك فرانسوا آرتور، غابرييل ليوبولد، تشارلز بيكسون، لويس ماري داوبنتون، لويس برنارد، فرانسوا نيكولاس مارتينيت، وأندريه ثوين.

## منهاج الكتاب وأسلوبه
يفتتح بوفون بداية كلِّ فصل بمقدمة عامَّة يتبعها بمقالة مُفصَّلة قد تبلغ عدة صفحات عن كلِّ حيوان أو عنصر آخر، فمثلاً يبدأ المقالة التي تتحدَّث عن الذئاب بدعوى أنَّها واحدة من الحيوانات ذات الشهيَّة القويَّة للطعام ويُعلِّل طبيعة هذا الحيوان الوحشيَّة بحاجته للغذاء، ويتميَّزُ أسلوب بوفون بأنَّه أنيق ودقيق وتفصيلي وباستخدامه للغة أدبية رائعة، هذا الأسلوب في الكتابة عرَّض بوفون لانتقادات واسعة من قبل زملائه الأكاديميِّين الذين وصفوا أعماله بأنَّها أدبيَّة أكثر منها علميَّة وأنَّ قيمتها المعرفيَّة قليلة، بالإضافة لذلك فإنَّ بوفون يكتب النص كمقالة واحدة مستمرَّة دون أن يُقسِّمها إلى فقرات خاصَّة بسلوك كلِّ حيوان أو كائن وصفاته وتصنيفه كما يُتوقَّع من كتب التاريخ الطبيعي، ويُدرج بوفون العديد من القياسات والأرقام في كتابه ليصف بها الكائنات الحيَّة بصورةٍ رياضيَّة، ومع ذلك قد لا تكون هذه الأرقام دقيقة إلى حدٍّ كبير ففي مثال الذئب، يُدرج بوفون 41 قياساً خاصَّاً بالذئاب، ويعتبر أنَّ المعدَّل الوسطي لطول الذئب من الفم إلى فتحة الشرج 3 اقدام و7 بوصات (1.2 م)، ولكنَّ طول المخالب الذي استخدمه أكبر بـ 2.2 سم من الطول الحقيقي الذي نعرفه اليوم.

## طبعات الكتاب وترجمته
تضمُّ الطبعة الأصليَّة من كتاب التاريخ الطبيعي لبوفون 36 مجلَّداً، بالإضافة للمُجلَّدات التي ظهرت بعد وفاته، كتب بوفون موسوعته باللغة اللاتينيَّة وقد تمَّت ترجمتها لاحقاً إلى لغات أوروبا المختلفة بما في ذلك الإنكليزيَّة، الألمانيَّة، السويديَّة، الروسيَّة، الإيطاليَّة، هذا بالإضافة لترجمات مختصرة لأجزاء أو مُجلَّدات مُعيَّنة من الموسوعة والتي غالباً ما كانت تُطبع بشكلٍ مُستقل أو يضاف لها نصوص أو رسوم توضيحيَّة جديدة، هذه الترجمات المُتكرِّرة والتعديلات والإضافات غيَّرت لغة الموسوعة بشكلٍ كبير إلى درجة أنَّها أصبحت مختلفة اختلافاً جذريَّاً بحلول نهاية القرن الثامن عشر وبداية القرن التاسع عشر.
نشر غريفيث أول ترجمة إنكليزيَّة مُبكِّرة لأجزاء من الموسوعة في لندن عام 1762، وعاد تي بيل لينشر ترجمة جديدة للمجلَّدات الستة الأولى في لندن بين أعوام 1775 و1776، وفي على مدى خمس سنوات 1780 - 1785 نشر ويليام كريتش نسخة إنكليزيَّة جديدة من الموسوعة ، وفي عام 1785 نشر كلٌّ من ستراهان وكاديل ترجمة كاملة للموسوعة مع إضافات وتعليقات من العالم ويليام سملي ، ونشر ديفيد ديفيدسون في عام 1814 نسخةً مختصرة في أربع مجلَّدات احتوت إضافاتٍ عن التاريخ الطبيعي للحشرات مع لوحات ونقوشٍ خشبيَّةٍ فاخرة ، أمَّا الترجمات الألمانيَّة فقد بدأها يوهان صموئيل هينسيوس عام 1756 وجوزيف تراسلر مع نسخته التي ظهرت بين أعوام 1784 – 1785، في حين ظهرت الترجمة الإيطاليَّة حوالي عام 1788 على يد فراتيللي باساجيل، وفي عام 1802 نقل بيرأولوف نسخة مختصرة من الموسوعة من اللغة الفرنسيَّة إلى اللغة السويديَّة وتمَّ نشرها في أوريبرو عام 1806 – 1807، أخيراً أصدرت الأكاديميَّة الإمبراطوريَّة للعلوم النسخة الروسيَّة التي حملت اسم التاريخ الطبيعي الخاص والعام للكونت دي بوفون وطُبعت في سان بطرسبيرغ بين أعوام 1789 – 1808، وفي عام 1870 نشر فريدريك وارني في لندن طبعة مختصرة من التاريخ الطبيعي للأطفال.

## استقبال الكتاب

### الاستقبال المعاصر
حاز كتاب التاريخ الطبيعي على استقبالٍ مذهلٍ في القرن الثامن عشر، خصوصاً في أوساط الأسر الثريَّة والمجتمع الراقي في فرنسا وإنكلترا، وبيعت الطبعة الأولى بالكامل خلال 6 أسابيع فقط، على الرغم من ذلك فقد تعرَّض بوفون لانتقادات واسعة من قبل الكنيسة لأنَّه اقترح في المجلد الرابع والثلاثين أنَّ عمر الأرض أكثر من 6 آلاف عام اعتماداً على الأحافير والمعطيات الجيولوجيَّة، في حين أنَّ الكنيسة كانت تعتمد على الحساب التوراتي الموجود في سفر التكوين، وكتبت كلية اللاهوت في باريس – بصفتها الرقيب الرسمي – رسالةً إلى بوفون تضمُّ قائمةً بالعبارات والأفكار التي وردت في كتابه والتي تعتقد أنَّها تتناقض مع تعاليم الكنيسة الكاثوليكيَّة الرومانيَّة، وأجاب بوفون بأنَّه يؤمن بشدَّة بحساب الخلق الوارد في الكتاب المُقدَّس، ورغم هذه الاعتراضات الدينيَّة سُمح لبوفون بطباعة كتابه ونشره، وبالبقاء في وظيفته كمدير لحديقة النباتات الملكيَّة وكرئيسٍ للمدرسة القديمة في باريس، لاحقاً وبعد انتصار الثورة الفرنسيَّة انتهت كلُّ المواقف العدائيَّة من بوفون وكتابه التاريخ الطبيعي.
من جهة أخرى خالف بوفون نظام لينيوس الشهير في تصنيف النباتات الذي نشره في كتابه المُسمَّى أيضاً بالتاريخ الطبيعي (1735)، فقد اعتقد بوفون أنَّ الطريقة المثاليَّة للتصنيف هي تلك التي تعتمد على خصائص الكائن الحي، أمَّا التصنيف القائم على عدد الأسدية والمدقَّات في الزهرة فليس له أي أهميَّة أو تأثير في الطبيعة بحسب بوفون.

## الاستقبال الحديث

### الفلسفة
وصفت موسوعة ستانفورد للفلسفة كتاب التاريخ الطبيعي بأنَّه العمل الرئيسي لبوفون، مشيرةً إلى أنَّ طريقة بوفون في وصف تاريخ الأرض وكائناتها قد تجاوزت الأسلوب التقليدي لديكارت، وبأنَّه التزم بمنهاج علماني وواقعي إلى حدٍّ كبير، ووفقاً لنفس الموسوعة أيضاً فإنَّ هذا الكتاب قد أسَّس ما بات يعرف «بعصر بوفون»، وجعل من التاريخ الطبيعي علماً قائماً بحدِّ ذاته، وأرسى دعائم التجربة والملاحظة المُتكرِّرة لأنَّها قد تقود إلى نوعٍ من اليقين يشبه التحليل الرياضي لظواهر الطبيعة، كما أبعد بوفون علم التاريخ الطبيعي عن تدخُّلات اللاهوت وداعميه من العلماء البريطانيِّين خصوصاً.
كان موقف بوفون من التطوُّر مُعقَّداً نوعاً ما، ففي المجلَّد الرابع وعند حديثه عن التشريح المقارن بين الحصان والحمار أشار إلى الأنواع «قد تتحوَّل»، ولكنَّه في بداية عام 1753 رفض هذا الاحتمال، ثمَّ عاد لاحقاً عند حديثه عن الأنواع ليقول: «إنَّها تتابع تاريخي للأسلاف والسلالات المرتبطة مع بعضها البعض بواسطة اتصالات مادية عبر الأجيال، والتي يتمُّ تحديدها من خلال القدرة على التزاوج وإنتاج ذريَّة مخصبة»، وبالتالي فإنَّ تزاوج الحصان والحمار لا ينتج عنه سوى أنواع هجينة عقيمة، رغم وجود تشابه تشريحي كبير بين الاثنين، هذه الحقائق التجريبيَّة تترك إمكانيَّة التطوُّر متاحة

## الأسلوب
تقول عالمة النبات ساندرا كناب أنَّ: أسلوب بوفون النثري رائع وبلاغي إلى درجة أنَّ الأفكار العلميَّة قد تختفي ضمنه [5]، وهذا بالطبع ليس رأيها وحدها بل هو رأي معاصري بوفون من علماء وأكاديميِّين، ولذلك فإنَّ العديد من أفكاره الغريبة والمُتطرِّفة تمَّت تغطيتها بواسطة لغته الأدبيَّة، وتقتبس ساندرا عدة أمثلة من وصف بوفون الدرامي للأسد لتؤكِّد ذلك، وتختم بالقول: "لا نستغرب أن يُعجب الجمهور الأرستقراطي المُثقَّف بكتاب بوفون لأنَّه سيجده أقرب إلى روايةٍ رومانسيَّةٍ منه إلى أطروحة علميَّةٍ جافَّة.

## الفكر التطوُّري عند بوفون
يقول عالم الأحياء التطوُّري إرنست ماير: تناولَ بوفون بطريقةٍ مُحفِّزة كلَّ المشاكل والتساؤلات التي سيُثيرها أنصار التطوُّر في وقتٍ لاحق، وعرضها بأسلوبٍ بارع، ووصلت هذه الأفكار إلى كلِّ شخصٍ مُتعلِّمٍ في أوروبا مع ترجمة كتاب التاريخ الطبيعي إلى لغات أوروبا المختلفة، ويؤكِّد ماير بأنَّ جميع الكتاب المعروفين في عصر التنوير كانوا «بوفونيِّين»، ويطلق على بوفون «والد ومؤسِّس كل الأفكار في علم التاريخ الطبيعي اعتباراً من النصف الثاني من القرن الثامن عشر»، ويؤكِّد ماير أنَّ بوفون لم يكن تطوُّريَّاً ولكنَّه كان مسؤولاً بالتأكيد عن خلق اهتمامٍ كبير بالتاريخ الطبيعي في فرنسا وأوروبا، مع أنَّه كان مدركاً تماماً لإمكانيَّة تحدُّر الأنواع من سلف مشترك، ولكنَّه رفض الاقتراحات التي تحدَّثت عن إمكانيَّة تطوُّر الأنواع وقدَّم ضدَّها ثلاثة حجج هي: عدم نشوء أي أنواع جديدة في الأزمنة التاريخيَّة التي تمَّ تسجيلها، الأنواع التي تنشأ من تزاوج نوعين قريبين تكون عقيمة، وأنَّ الحيوانات الوسيطة بين الأنواع لا وجود لها في السجل الأحفوري.